# Hanka Kupfernagel
Hanka Kupfernagel (från 1993 till 2000 Kupfernagel-Wittig), född den 19 mars 1974 i Gera (i dåvarande Östtyskland), är en tysk tidigare tävlingscyklist som var professionell från 1995 till 2016. Hon hade framförallt framgångar i cykelcross, men även inom landsvägscykling, bancykling och mountainbike.
Hon har vunnit flera medaljer i världsmästerskapen i cykelcross, inklusive fyra guldmedaljer: 2000, 2001, 2005 och 2008. Hon blev silvermedaljör 2002, 2003, 2006, 2009 och 2010, samt bronsmedaljör 2004.
Hanka Kupfernagel blev silvermedaljör vid de Olympiska sommarspelen 2000 i Sydney i damernas linjelopp efter den nederländska cyklisten Leontien van Moorsel. 
Hanka Kupfernagel blev nationsmästare i cykelcross tretton gånger.
Hon vann La Flèche Wallonne Féminine 1999 och etapploppet Emakumeen Bira under tre raka år från 1997 till 1999. 
Den trefaldiga världsmästaren i cykelcross vann under säsongen 2007 en guldmedalj i damernas individuella tempolopp vid Världsmästerskapen i landsvägscykling.
Hanka Kupfernagels yngre bror Stefan var professionell tävlingscyklist från 2000 till 2005.

## Meriter – bana
| 1991 Juniorvärldsmästare i poänglopp 2:a i Individuellt förföljelselopp vid junior-VM 1992 Juniorvärldsmästare i Individuellt förföljelselopp 2:a i poänglopp vid junior-VM | 1993 Tysk mästare i Individuellt förföljelselopp 1994 Tysk mästare i Individuellt förföljelselopp 1995 Tysk mästare i Individuellt förföljelselopp |

## Meriter – landsväg
| 1992 Juniorvärldsmästare i linjelopp | 1996 U23-europamästare i linjelopp |

### Elit
| 1995 Tysk mästare i linjelopp Tysk mästare i individuellt tempolopp Vinnare totalt av Gracia ČEZ-EDĚ 1996 Tysk mästare i individuellt tempolopp Vinnare totalt av Tour de Feminin - Krasna Lipa Vinnare totalt av Gracia ČEZ-EDĚ 9:a i individuellt tempolopp vid Världsmästerskapen 1997 Vinnare totalt av Emakumeen Bira Vinnare av etapp 2b Tysk mästare i linjelopp Vinnare totalt av Tour de Feminin - Krasna Lipa Vinnare totalt av Gracia ČEZ-EDĚ Vinnare av etapperna 1 och 3 (ITT) i Tour cycliste féminin 4:a i individuellt tempolopp vid Världsmästerskapen 7:a i linjelopp vid Världsmästerskapen 1998 Vinnare totalt av Emakumeen Bira Vinnare av etapperna 1 och 2b Tysk mästare i linjelopp Vinnare totalt av Gracia ČEZ-EDĚ Vinnare av etapperna 1, 2 (ITT) och 3 3:a i linjelopp vid Världsmästerskapen 3:a i individuellt tempolopp vid Världsmästerskapen 3:a totalt i Internationale Thüringen-Rundfahrt Vinnare av prologen (ITT) och etapp 1 4:a totalt i Tour de l'Aude Vinnare av prologen (ITT) och etapp 5 (ITT) 9:a i La Flèche Wallonne 1999 Vinnare avv La Flèche Wallonne Tysk mästare i linjelopp Vinnare totalt av Emakumeen Bira Vinnare av etapp 3 Vinnare totalt av Internationale Thüringen-Rundfahrt Vinnare av poängtävlingen Vinnare av etapperna 1 och 2 Vinnare totalt av Tour de Feminin - Krasna Lipa Vinnare totalt av Gracia ČEZ-EDĚ Vinnare av etapp 3 2:a i slutställningen av UCI Women Road World Cup 2:a i Grand Prix Suisse féminin 2:a i Canberra World Cup 2:a totalt i Tour de l'Aude Vinnare av prologen (ITT) samt etapperna 2 och 5 (ITT) 3:a i Liberty Classic 4:a i Tour Beneden-Maas 5:a i individuellt tempolopp vid Världsmästerskapen 6:a i Hamilton World Cup 9:a i Primavera Rosa 2000 Vinnare totalt av Tour de l'Aude Vinnare av prologen (ITT) och etapp 5 (ITT) Tysk mästare i linjelopp Tysk mästare i individuellt tempolopp Vinnare totalt av Tour de Feminin - Krasna Lipa Vinnare totalt av Gracia ČEZ-EDĚ 3:a totalt i Trophée d'Or Féminin 4:a totalt i Emakumeen Bira 4:a totalt i Internationale Thüringen-Rundfahrt Vinnare av etapperna 5 (ITT) och 6 6:a i individuellt tempolopp vid Världsmästerskapen 7:a totalt i Holland Ladies Tour Vinnare av bergspristävlingen Vinnare av etapp 5b (ITT) 8:a i individuellt tempolopp vid Olympiska spelen | 2001 Vinnare av etapp 1 i Vuelta Internacional a Mallorca 2:a i linjelopp vid Tyska mästerskapen 2:a i Rund um die Nürnberger Altstadt 3:a i individuellt tempolopp vid Tyska mästerskapen 6:a i Memorial Magali Pache 9:a totalt i Emakumeen Bira 2002 Tysk mästare i individuellt tempolopp 2:a totalt i Gracia Orlová Vinnare av etapp 2 (ITT) 3:a i Hamilton World Cup 5:a i World Cup Australia 6:a i Gran Premio Castilla y Leon 2003 Vinnare av Chrono Champenois-Trophée Européen (ITT) 4:a i individuellt tempolopp vid Tyska mästerskapen 2.a totalt i Trophée d'Or 2004 2:a i La Flèche Wallonne 6:a i linjelopp vid Tyska mästerskapen 8:a i individuellt tempolopp vid Tyska mästerskapen 2006 3:a totalt i Tour de Feminin - Krasna Lipa 2007 Världsmästare i individuellt tempolopp Tysk mästare i individuellt tempolopp Vinnare totalt av Tour de Feminin - Krasna Lipa Vinnare av etapp 3 (ITT) Vinnare av prologen (ITT) i Albstadt-Frauen-Etappenrennen 4:a totalt i Emakumeen Bira Vinnare av etapp 4a (ITT) 4:a i linjelopp vid Tyska mästerskapen 5:a i Durango–Durango Emakumeen Saria 2008 Tysk mästare i individuellt tempolopp 5:a i linjelopp vid Tyska mästerskapen 2009 Vinnare av etapp 5 i Le Tour Du Grand Montréal 6:a i individuellt tempolopp vid Tyska mästerskapen 2010 Vinnare av poängtävlingen i Internationale Thuringen Rundfahrt Vinnare av etapp 4 (ITT) 3:a i individuellt tempolopp vid Tyska mästerskapen 2011 Vinnare av etapp 3 (ITT) i Tour de Feminin - O Cenu Ceského Švýcarska 3:a i linjelopp vid Tyska mästerskapen 4:a i Sparkassen Giro 5:a i individuellt tempolopp vid Tyska mästerskapen 2012 2:a i Open de Suède Vårgårda (linjelopp) 2:a totalt i Tour de Free State 3:a i Celtic Chrono (ITT) 5:a i lagtempolopp för proffsstall vid Världsmästerskapen 5:a i Open de Suède Vårgårda (TTT) 5:a i linjelopp vid Tyska mästerskapen 6:a i individuellt tempolopp vid Tyska mästerskapen 6:a totalt i i Internationale Thuringen Rundfahrt Vinnare av prologen (ITT) 2013 4:a i individuellt tempolopp vid Tyska mästerskapen 9:a totalt i i Internationale Thuringen Rundfahrt 2015 3:a totalt i Trophée d'Or Féminin 4:a i individuellt tempolopp vid Tyska mästerskapen 5:a i Ljubljana-Domzale-Ljubljana TT (ITT) |

### UCI:s världsranking
Hanka Kupfernagels placering på UCI:s världsranking i landsvägscykling vid respektive årsslut.
| År                | 1997 | 1998 | 1999 | 2000 | 2001 | 2002 | 2003 | 2004 | 2005 | 2006 | 2007 | 2008 | 2009 | 2010 | 2011 | 2012 | 2013 | 2014 |
| ----------------- | ---- | ---- | ---- | ---- | ---- | ---- | ---- | ---- | ---- | ---- | ---- | ---- | ---- | ---- | ---- | ---- | ---- | ---- |
| UCI World Ranking | 1    | 2    | 1    | 2    | 40   | 14   | 64   | 50   | –    | 74   | 14   | 113  | 105  | 86   | 70   | 28   | 256  | –    |

## Meriter – mountainbike
| 1995 Tysk mästare i XCO | 2006 3:a i XCO vid Tyska mästerskapen | 2007 Tysk mästare i XCO |

## Meriter – cykelcross
Europamästerskapen avhölls i november, medan världs- och nationsmästerskap avgjordes i januari–mars. UCI World Cup var en världscup som utgjordes av olika deltävlingar under cykelcrossens vintersäsong. Världsrankingen anger Kupfernagels placering vid säsongsslutet (februari/mars).
| SäsongTävling       | 1999 2000 | 2000 2001 | 2001 2002 | 2002 2003 | 2003 2004 | 2004 2005 | 2005 2006 | 2006 2007 | 2007 2008 | 2008 2009 | 2009 2010 | 2010 2011 | 2011 2012 | 2012 2013 | 2013 2014 | 2014 2015 | 2015 2016 |  | 2018 2019 |
| ------------------- | --------- | --------- | --------- | --------- | --------- | --------- | --------- | --------- | --------- | --------- | --------- | --------- | --------- | --------- | --------- | --------- | --------- |  | --------- |
| Världsmästerskapen  |           |           |           |           |           |           |           | 5         |           |           |           | 4         | –         | –         | DNF       | –         | –         |  | –         |
| Europamästerskapen  | X         | X         | X         | X         |           |           |           |           | –         |           | –         | 4         | –         | –         | –         | –         | –         |  | –         |
| Tyska mästerskapen  |           |           |           |           |           |           |           |           |           |           |           |           |           | –         |           | 4         | –         |  |           |
| UCI World Cup       | X         | X         | X         | 10        |           | X         | X         | X         | X         |           | 5         | 5         | 22        | 29        | 24        | –         | –         |  | –         |
| UCI:s världsranking | X         | X         | X         | X         | 1         | 2         | 3         | 1         | 3         | 1         | 3         | 4         | 25        | 40        | 27        | 167       | 52        |  | 161       |

DNF= Fullföljde ej      X = Avhölls ej